# Financial Industry Regulatory Authority
La Financial Industry Regulatory Authority (FINRA) est une organisation américaine privée chargée de réguler le marché du courtage et de la vente d'actions.
D'abord appelée National Association of Securities Dealers (NASD), que l'on peut traduire par « Association nationale américaine des agents de change », l'organisation crée en 1971 le premier marché électronique d'instruments financiers au monde, le NASDAQ (National Association of Securities Dealers Automated Quotations, « cotations automatisées de la NASD »).
En 2007, la NASD fusionne avec plusieurs autres organisations. La FINRA naît ainsi de la consolidation des activités de réglementation des membres, d'application et d'arbitrage de la Bourse de New York, de NYSE Regulation, Inc. et de la NASD. La fusion est approuvée par la Securities and Exchange Commission (SEC) des États-Unis le 26 juillet 2007.